# Basciano

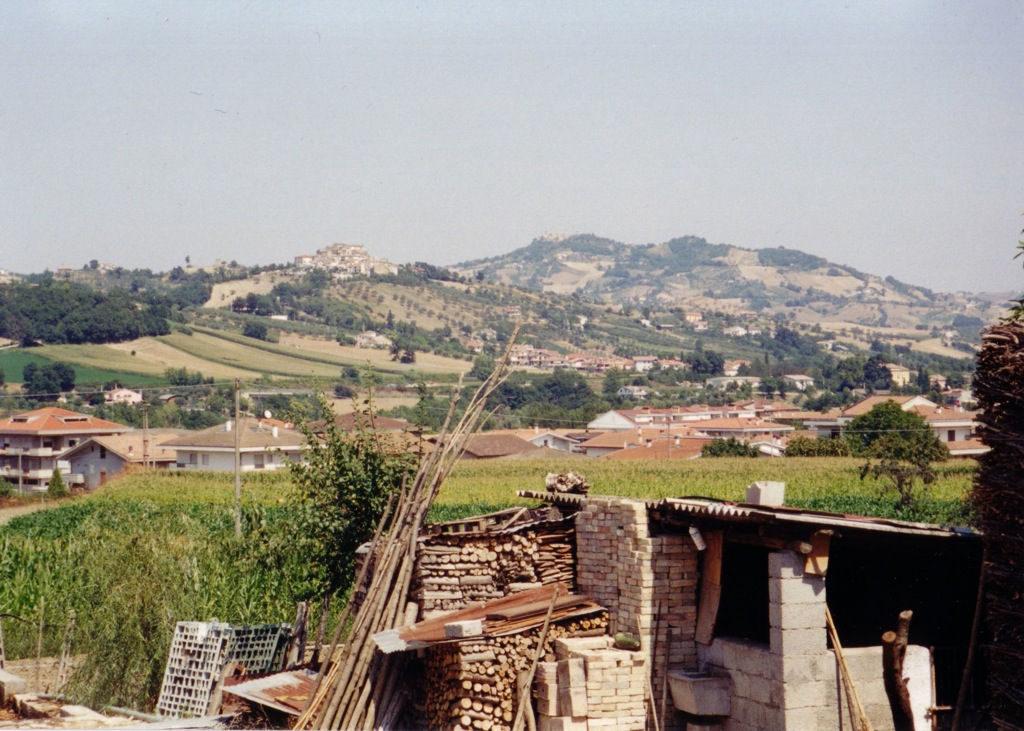
Widok na Basciano

Basciano – miejscowość i gmina we Włoszech, w regionie Abruzja, w prowincji Teramo.
Według danych na rok 2004 gminę zamieszkiwało 2351 osób, 130,6 os./km².